# Tobiaszowe noce
Tobiaszowe noce – obowiązek unikania kontaktu seksualnego w noc poślubną, później także przez kilka kolejnych nocy, rozpowszechniony w chrześcijaństwie od synodu w Kartaginie w 398. 
Nazwa tego zwyczaju wiąże się z biblijnym Tobiaszem, który dzięki powściągliwości seksualnej w tym czasie uwolnił się od demonicznego zagrożenia. Średniowieczny ascetyzm pogłębił te idee i zalecał powstrzymywanie się od współżycia przez 3 kolejne noce w celu ofiarowania siebie Chrystusowi, Matce Boskiej i św. Józefowi. 
Odpowiednik tobiaszowych nocy spotyka się także w obyczajowości innych kultur: Słowian, Estończyków, Żydów i Hindusów. Było to związane z lękiem przed bóstwami, demonami i złymi mocami. W Indiach natomiast miało służyć stopniowemu oswojeniu się ze sobą małżonków, którzy nie znali się przed ślubem.